# الدارغلة (أولاد علي بن احمد)
الدارغلة هو دُوَّار يقع بجماعة مستغمر، إقليم تاوريرت، جهة الشرق في المملكة المغربية. ينتمي الدوّار لمشيخة أولاد علي بن احمد التي تضم 6 دواوير. يقدر عدد سكانه بـ 63 نسمة حسب الإحصاء الرسمي للسكان والسكنى لسنة 2004.

## روابط خارجية
- البوابة الوطنية للجماعات الترابية
- المندوبية السامية للتخطيط